# Ørting Sogn
Ørting Sogn er et sogn i Odder Provsti (Århus Stift).
I 1800-tallet var Falling Sogn anneks til Ørting Sogn. Begge sogne hørte til Hads Herred i Aarhus Amt. Ørting-Falling sognekommune blev ved kommunalreformen i 1970 indlemmet i Odder Kommune.
I Ørting Sogn ligger Ørting Kirke.
I sognet findes følgende autoriserede stednavne:
- Bilsbæk (bebyggelse)
- Halen (bebyggelse)
- Kærshaven (areal, ejerlav)
- Tregårde (bebyggelse)
- Trekanten (bebyggelse)
- Tyrmose (areal)
- Vestergårde (bebyggelse)
- Ørting (bebyggelse, ejerlav)
- Ørting Mose (bebyggelse)
- Østergårde (bebyggelse)